# Угольне (Якутія)
Угольне (рос. Угольное) — село Верхньоколимського улусу, Республіки Саха Росії. Входить до складу Угольненського наслегу.
Населення — 253 особи (2015 рік).
Село засноване 1936 року.